# Daniel Welser
Daniel Welser (Klagenfurt, 16 febbraio 1983) è un ex hockeista su ghiaccio austriaco.

## Carriera
Nel corso della sua carriera ha indossato le maglie di EC Klagenfurt AC (1999-2000, 2000-2005), Team Telekom Austria (1999/2000), Skellefteå AIK (2005-2007) e EC Red Bull Salisburgo (2007-2017).